# Hrabstwo Randolph (Georgia)

Piramida wieku hrabstwa

Hrabstwo Randolph (ang. Randolph County) – hrabstwo w stanie Georgia, w Stanach Zjednoczonych. Według spisu w 2020 roku liczy 6425 mieszkańców, w tym 60% to Afroamerykanie. Z gęstością 5,5 os./km² należy do dziesięciu najsłabiej zaludnionych hrabstw Georgii. Jego siedzibą administracyjną jest Cuthbert.

## Geografia
Według spisu z 2000 roku obszar całkowity hrabstwa obejmuje powierzchnię 430,89 mil2 (1116 km²), z czego  429,25 mil2 (1111,75 km²) stanowią lądy, a 1,64 mil2 (4,25 km²) stanowią wody. 

### Miejscowości
- Cuthbert
- Coleman
- Shellman

### Sąsiednie hrabstwa
- Hrabstwo Stewart (północ)
- Hrabstwo Webster (północny wschód)
- Hrabstwo Terrell (wschód)
- Hrabstwo Calhoun (południowy wschód)
- Hrabstwo Clay (południowy zachód)
- Hrabstwo Quitman (zachód)

## Polityka
Hrabstwo jest przeważająco demokratyczne, gdzie w wyborach prezydenckich w 2020 roku, 54,4% głosów otrzymał Joe Biden i 45,2% przypadło dla Donalda Trumpa. 

## Religia
W 2020 roku mieszkało tu 65 mennonitów i stanowili oni 1% populacji hrabstwa. 